# Fatér Károly
Fatér Károly (Nyírlak, 1940. április 9. – Budapest, 2020. szeptember 19.) magyar labdarúgó, kapus.
A Csepel SC olimpia bajnok kapusa. Visszavonulása után edzősködött, majd a kereskedelemben helyezkedett el. Társadalmi munkában a női utánpótlás válogatott kapusedzője volt.

## Klubcsapatban
Az Újpesti Dózsa ifi csapatában kezdte pályafutását, majd a Pénzügyőr és a Tipográfia következett.
1963-tól a Csepel SC kapusa, ahol 199 bajnoki mérkőzésen szerepelt. 1974/75-es idényben fejezte be aktív sportpályafutását a Budafoki MTE csapatában.

## A válogatottban
A magyar válogatottban  1968. május 4-én Budapesten a Szovjetunió elleni 2-0-s mérkőzésen szerepelt. Az 1968-as mexikóvárosi olimpia bajnoka. Az olimpiai válogatottban 6 alkalommal védett.

## Sikerei, díjai
- olimpiai bajnok: 1968, Mexikóváros
- Pro Urbe Budapest-díj (2012)

## Statisztika

### Mérkőzései a válogatottban
| Magyarország | Magyarország      | Magyarország                       | Magyarország | Magyarország | Magyarország | Magyarország         | Magyarország | Magyarország |
| #            | Dátum             | Helyszín                           | Hazai        | Eredmény     | Vendég       | Kiírás               | Gólok        | Esemény      |
| ------------ | ----------------- | ---------------------------------- | ------------ | ------------ | ------------ | -------------------- | ------------ | ------------ |
| 1.           | 1968. május 4.    | Budapest, Népstadion               | Magyarország | 2 – 0        | Szovjetunió  | Eb-selejtező         | -            |              |
|              | 1968. október 13. | Guadalajara, Estadio Jalisco (MEX) | Magyarország | 4 – 0        | Salvador     | olimpiai C csoport   | -            |              |
|              | 1968. október 15. | Guadalajara, Estadio Jalisco (MEX) | Magyarország | 2 – 2        | Ghána        | olimpiai C csoport   | -            |              |
|              | 1968. október 17. | Guadalajara, Estadio Jalisco (MEX) | Magyarország | 2 – 0        | Izrael       | olimpiai C csoport   | -            |              |
|              | 1968. október 20. | Guadalajara, Estadio Jalisco (MEX) | Magyarország | 1 – 0        | Guatemala    | olimpiai negyeddöntő | -            |              |
|              | 1968. október 22. | Mexikóváros, Estadio Azteca (MEX)  | Magyarország | 5 – 0        | Japán        | olimpiai elődöntő    | -            | 77'          |
|              | 1968. október 26. | Mexikóváros, Estadio Azteca (MEX)  | Magyarország | 4 – 1        | Bulgária     | olimpiai döntő       | -            |              |
|              | Összesen          |                                    |              | 1            | mérkőzés     |                      | 0            | gól          |